# María Luisa López Grigera
Luisa López Grigera (La Coruña, 1926) es una filóloga hispano-argentina especializada en el Siglo de Oro de la literatura española. Catedrática emérita de Filología Hispánica de la Universidad de Míchigan. 

## Biografía
Nació en 1926 en La Coruña, de madre argentina y padre español. Se trasladó con su familia a Buenos Aires, donde hizo sus estudios y se licenció en Filosofía y Letras, título que convalidó en Madrid. Se doctoró en Filología Hispánica en la Universidad Complutense de Madrid bajo la dirección de Rafael Lapesa, con la tesis titulada El estilo de Quevedo en sus tratados ascéticos.

### Trayectoria profesional
Ha ejercido como docente en numerosos centros educativos y universidades desde 1958. Es catedrática emérita de Filología Hispánica de la Universidad de Míchigan (EE UU). Se ha dedicado a la investigación de la retórica y el humanismo y especialmente a la literatura española del Siglo de Oro, centrándose en particular en estudios sobre Quevedo.
Fue profesora en la Universidad de Deusto entre 1968 y 1975 donde estuvo a cargo del Departamento de Filología Hispánica y entre 1972 y 1985 fue docente simultáneamente también en universidades de Argentina (Universidad Pontificia) y Estados Unidos, donde fue catedrática de la Universidad de Míchigan desde 1975 hasta su jubilación en 1999, en que fue nombrada catedrática emérita.
Según Eugenio Asensio, fue la primera mujer en la historia de las universidades españolas que leyó una lección magistral en la inauguración de un curso académico. Concretamente se hizo cargo de la lección inaugural del curso 1971-1972 en la Universidad de Deusto, con la  Relección de «La Hora de todos» de Quevedo.
El 22 de noviembre de 2017 fue nombrada Doctora Honoris Causa por la Universidad de Jaén, que por segunda vez en su historia otorgaba este nombramiento a una mujer.
Entre sus investigaciones, es significativo el estudio de las concordancias léxicas de gran parte de la obra de Quevedo, que realizó gracias a la colaboración con el Centro de Cálculo de la Universidad de Deusto y una beca de la Fundación March, utilizando los ordenadores de dicho Centro de Cálculo. Además ha dirigido más de veinte tesis doctorales y otros estudios posdoctorales y es invitada como profesora visitante por numerosas universidades de todo el mundo.

## Premios y reconocimientos
- "Adscripta" del Instituto de Filología de la Universidad de Buenos Aires (1966-1968).[1]
- Miembro de la Sociedad Bascongada de Amigos del País (1972- ).[1]
- 1976 Miembro Honorario del Instituto de Cultura Hispánica, Houston (Texas).[5]
- "Miembro Correspondiente" de la Academia Argentina de Letras (1991-  ).[5]
- Profesora Emérita University of Michigan (1999- ).[6]
- 2000 Estudios de Filología y Retórica en homenaje a Luisa López Grigera. Universidad de Deusto, 2000.[7]
- 2017 Doctora Honoris Causa por la Universidad de Jaén.[2][8][9]